# キューティー上木
キューティーうえき（1978年6月20日 - ）は、日本のお笑い芸人。本名、上木 大介（うえき だいすけ）。
鹿児島県鹿児島市出身。2015年までワタナベエンターテインメント所属で、2017年より「上木恋愛研究所」（2025年にキューティーうえき feat.こうのに改名）のメンバーとしてロマンス河野（feat.こうの）とコンビで浅井企画へ所属となる。

## 来歴・人物
鹿児島大学教育学部附属中学校・鹿児島県立松陽高等学校・鹿児島国際大学卒業、芸人デビュー前までトヨタディーラーで営業をしていた。
NSC大阪校26期出身。同期だったベイビー谷本と「上木総合研究所」を組み、ワタナベエンターテインメントに所属。当時の芸名は「Dr.上木」で、ツッコミ担当だった。2005年に『ゲンセキ』（TBSテレビ）に出演した後、ゲンセキ出演芸人の中からこの後番組『10カラット』のレギュラー出演者に選ばれる。
2007年、上木総合研究所を解散してピン芸人に転身。芸名を「キューティー上木」に改名。
2010年からは、よろこんで佐藤とのコンビ「あめん」でも活動。あめんは2015年11月に解散し、同時にワタナベエンターテインメントも退社。2016年からはロマンス河野（河野将也、元クチタマ80）とコンビ「上木恋愛研究所」を結成した。上木恋愛研究所は2017年より浅井企画所属。
2025年に上木恋愛研究所はキューティーうえき feat.こうのに改名し、これに伴い「キューティーうえき」に改名した。
趣味はカラオケ、麻雀。また、河村隆一の物真似が得意なところもある。

## 芸風
主に漫談で、ポーズを付けながら演じることが多い。決め台詞は「フィー」で、「フィフィフィフィ〜」など色々節回しを付けたり、言葉のある一音を「フィ」に変えたりするなどのネタを披露している。

## 出演

### テレビ
- GO!GO!アッキーナ（テレビ東京） - 2008年7月9日
- ぐるぐるナインティナイン（日本テレビ） - 2009年8月20日『おもしろ荘へいらっしゃい!』
- ジャイケルマクソン（毎日放送） - 2009年9月13日『芸人国勢調査ぜーんぶイッキに見せますSP』
- あらびき団（TBSテレビ） - 2009年9月16日
- アリケン（テレビ東京） - 2009年10月3日
- ジャガイモン（テレ朝チャンネル） - 2010年6月24日
- アメトーーク!（テレビ朝日） - 2011年5月12日『マイナー軍団の集い』
- ゴッドタン（テレビ東京）
- チャリダー★快汗！サイクルクリニック（NHK-BS）

### 舞台
- トライアル（2009年7月、ウッディーシアター中目黒）

#### ラジオ
- SUNDAY LIONS（FM NACK5） - 2018年シーズン